# Rediviva aurata
Rediviva aurata är en biart som beskrevs av John Whitehead och Steiner 2001. Rediviva aurata ingår i släktet Rediviva och familjen sommarbin. Inga underarter finns listade i Catalogue of Life.